# Casa de la Volta de Montanyans
La casa de la Volta de Montanyans és un edifici situat als carrers dels Carders, 43 i de Montanyans, 2 de Barcelona, catalogat com a bé cultural d'interès local.

## Història

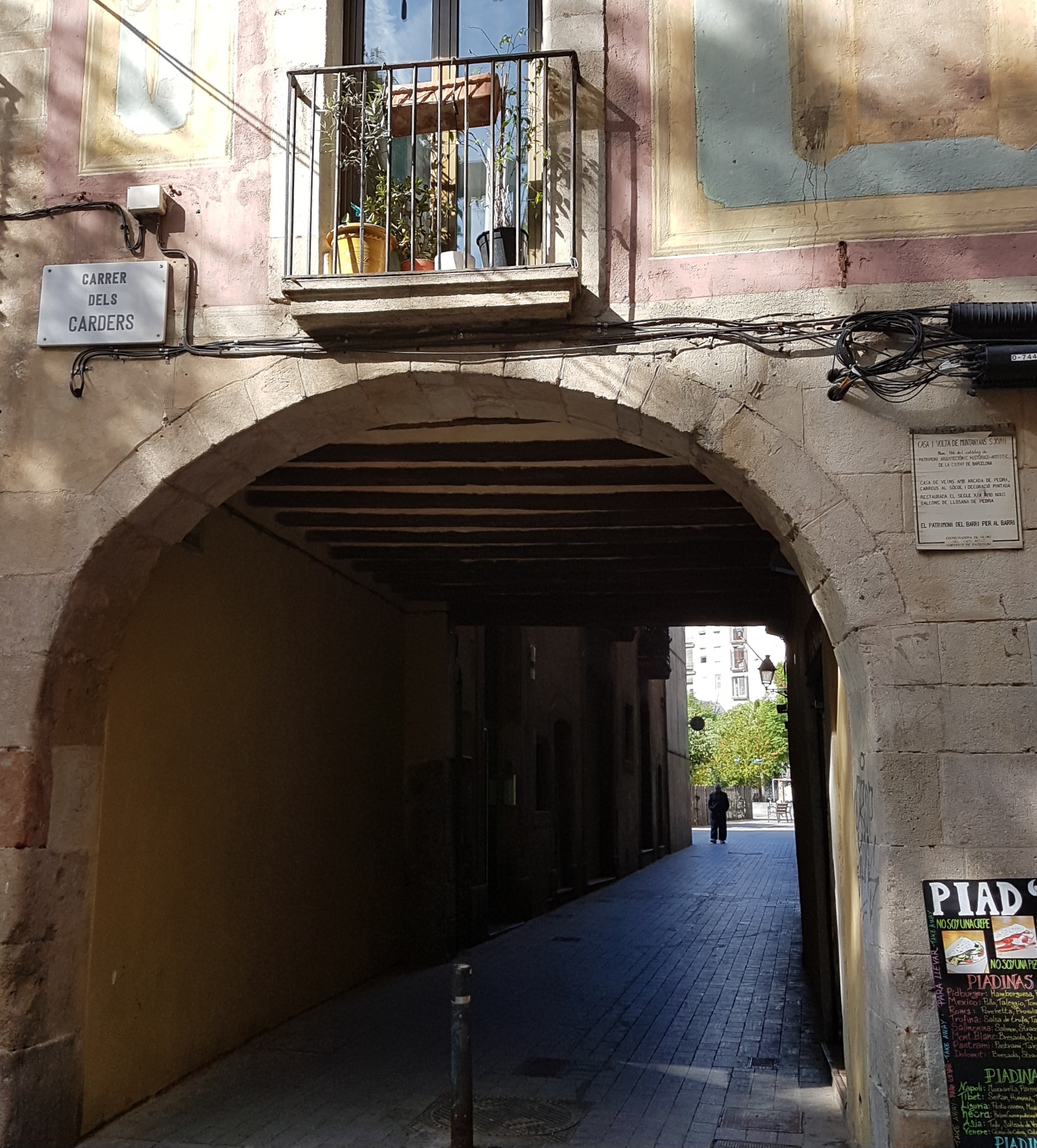
Volta de Montanyans

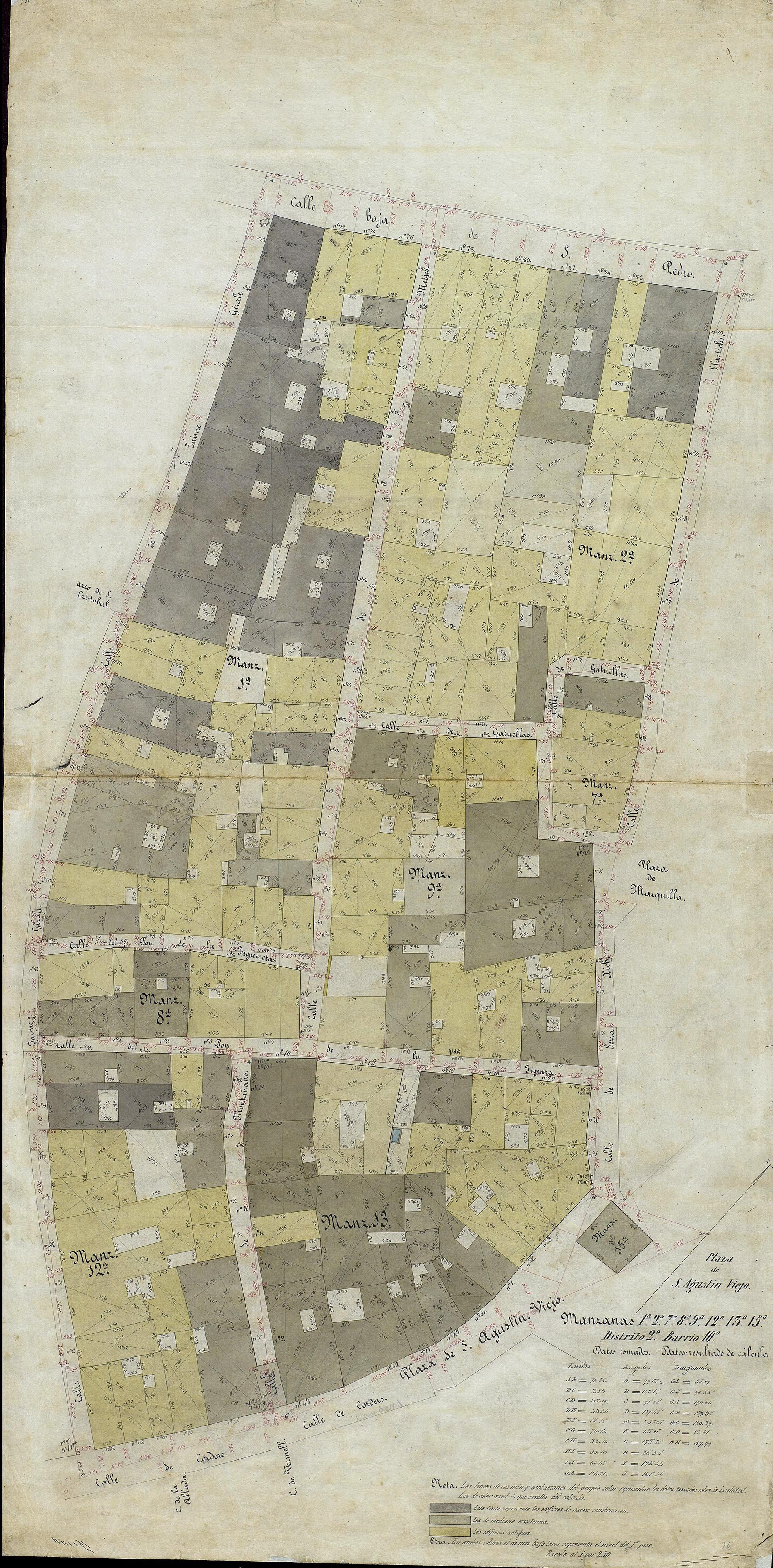
Quarteró núm. 26 de Garriga i Roca (c. 1860)

El 1774, el cuber Jaume Font va establir la propietat en emfiteusi al taverner Domènec Tresserras, que el gener del 1798, va demanar permís per a construir-hi una casa de planta baixa, entresol i quatre pisos, segons el projecte del mestre de cases Jaume Flaquer. El febrer del mateix any, va demanar permís per a fer arribar l'entresol fins a la façana, i novament el maig del 1799 per a posar un guarda-rodes a la cantonada, per la qual cosa es pot deduir que l'edifici ja era acabat.
El 1871, el propietari Ramon Serra va demanar permís per a remuntar-hi un cinquè pis i dirigir les aigües pluvials cap a l'interior de la finca, segons el projecte del mestre d'obres Andreu Bosch i Menós.

## Descripció
Edifici residencial de planta baixa, entresòl, i cinc pisos més. Els baixos compten amb dos portals d'arc escarser, més la volta sobre el carrer de Montanyans (on hi ha la porta d'entrada). El pis principal, així com la resta, presenten el mateix nombre d'obertures. Com és d'esperar, la llosana dels balcons del principal és força prominent, mentre que les altres decreixen en alçada fins a desaparèixer completament a l'alçada de l'últim pis, sens dubte una remunta posterior. L'edifici es tanca amb una cornisa motllurada i recta.
Sens dubte, l'element destacat d'aquesta casa (a part de la volta sobre el carrer de Montanyans) és la façana decorada amb pintures sobre l'estucat. Aquesta consta de plafons encabits dins dels espais resultants entre balcó i balcó, que presenten diverses faixes acolorides. A l'interior dels plafons s'observen motius de garlandes, canelobres i, als baixos, un parell de trompe-l'oeil imitant una fornícula, dins d'una de les quals s'ha representat a la Mare de Déu del Roser. Es forma, així, un conjunt ben vistós que té una clara inspiració neoclàssica.